# Harriet (película)
Harriet es una película biográfica estadounidense de 2019 sobre la abolicionista Harriet Tubman. Dirigida por Kasi Lemmons, quien escribió el guion con Gregory Allen Howard, está protagonizada por Cynthia Erivo como Tubman, con Leslie Odom Jr., Joe Alwyn y Janelle Monáe en papeles secundarios.
Durante años se trabajó en una biografía sobre Harriet Tubman, cuyo papel protagonista se rumoreaba entre varias actrices, incluida Viola Davis. Erivo fue elegida en febrero de 2017 y gran parte del elenco y el equipo se unieron al año siguiente. El rodaje tuvo lugar en Virginia de octubre a diciembre de 2018.
Harriet tuvo su estreno mundial en el Festival Internacional de Cine de Toronto el 10 de septiembre de 2019 y fue estrenada en cines en los Estados Unidos el 1 de noviembre de 2019 por Focus Features. Recibió críticas generalmente favorables que elogiaron la actuación de Erivo y encontraron la película sincera pero formulista. Por su actuación en la película, Erivo recibió nominaciones en los Premios de la Academia, los Globos de Oro y el Screen Actors Guild, así como una nominación al Oscar a la Mejor Canción Original («Stand Up»).

## Argumento
En la década de 1840, en Maryland, un estado esclavista, Araminta «Minty» Ross está recién casada con un hombre libre, John Tubman, pero aún es esclava en la granja Brodess junto con su madre y su hermana, mientras que otras dos hermanas habían sido vendidas a otro esclavista del sur. Su padre, también liberto, solicita al Sr. Brodess su libertad, ya que el bisabuelo de Brodess había acordado liberar a la madre de Minty, Harriet «Rit» Ross, y su familia cuando ella cumpliera 45 años. Aunque Rit ahora tiene 57 años, el Sr. Brodess insiste en que siempre serán esclavos y rompe la carta de un abogado que John había contratado. El hijo adulto de Brodess, Gideon, se burla de Minty por orar para que Dios se lleve al Sr. Brodess, diciendo que a Dios no le importan las oraciones de los esclavos. El Sr. Brodess muere poco después, alarmando a Gideon, quien decide vender a Minty como castigo. Minty, que sufre «visiones» desde que fue golpeada en la cabeza cuando era niña, tiene una visión de sí misma escapando a la libertad y decide huir.
Minty le dice a John que no la acompañe, ya que perdería su propia libertad si lo atraparan escapando con ella, pero planea encontrarse con él más tarde. Gideon la persigue hasta un puente sobre un río, donde promete no venderla, pero ella salta de todos modos, diciendo que vivirá libre o morirá. Se presume que Minty se ahogó, pero llega con éxito a Filadelfia a través del ferrocarril subterráneo, con la ayuda de cuáqueros y otros abolicionistas. En Filadelfia, conoce a Marie Buchanon, nacida libre de un padre liberado; ella ahora es propietaria de una pensión, y William Still, un abolicionista y escritor. 
William la anima a tomar un nuevo nombre que esté alejado de su pasado como esclava; y ella se hace llamar Harriet, como su madre, y Tubman, por el apellido el de su esposo. Después de unos meses en Filadelfia, contra el consejo de Marie y William, Harriet decide regresar a por John. Ella llega con éxito a la granja de John pero descubre que él se ha vuelto a casar, creyendo que ella estaba muerta, y está esperando un bebé con su nueva esposa.
Devastada, Harriet decide liberar a su familia, pero su hermana se niega a dejar a sus dos hijos, los cuales están en paradero desconocido. Harriet continúa regresando, guiando a docenas de esclavos a la libertad como conductora en el ferrocarril subterráneo y comienza a crecer un mito sobre la persona responsable, a quien llaman «Moisés». Sin embargo, cuando se aprueba la Ley de esclavos fugitivos, los esclavos escapados están en peligro de ser devueltos incluso de los estados libres. Gideon, quien era el hijo del «amo» Brodess, se pone furioso cuando descubre que Harriet es «Moisés», especialmente cuando los dueños de esclavos le exigen a Brodess que los compense, puesto que Harriet —esclava de Brodess— es responsable de haber liberado a los esclavos. Gideon persigue a Harriet hasta Filadelfia junto con el cazador de esclavos Bigger Long, quien terminará matando a golpes a Marie. Después de presenciar su asesinato, Harriet huye a Canadá.
En Canadá, Harriet insiste en que el ferrocarril subterráneo debe continuar. Ella continúa ayudando a esclavos fugitivos a huir hasta Canadá, aunque su hermana muere antes de que pueda salvarla. Con el tiempo, la granja Brodess cae en la ruina financiera. La señora Brodess promete atrapar a Harriet, usando a los hijos de su hermana como cebo. Pero el equipo de Harriet abruma a los hermanos de Gideon y recupera a los últimos esclavos de la familia Brodess. En una confrontación final, Bigger Long termina muerto a tiros, pero Harriet deja vivir a Gideon y por medio de una profecía le cuenta su visión de la causa de Gideon derrotada por la guerra civil estadounidense.
Un epílogo dice que ella personalmente liberó a más de 70 esclavos en el ferrocarril subterráneo y regresó como espía de la Unión durante la Guerra Civil, liderando a 150 soldados negros, que liberaron a más de 750 esclavos.

## Reparto
- Cynthia Erivo como Harriet Tubman.
- Leslie Odom Jr. como William Still.
- Joe Alwyn como Gideon Brodess.
- Janelle Monáe como Marie Buchanon.
- Jennifer Nettles como Eliza Brodess, madre de Gideon.
- Vanessa Bell Calloway como Rit Ross, madre de Harriet.
- Clarke Peters como Ben Ross, padre de Harriet.
- Vondie Curtis-Hall como el reverendo Samuel Green.
- Tory Kittles como Frederick Douglass.
- Zackary Momoh como John Tubman.
- Tim Guinee como Thomas Garret.
- William L. Thomas como William H. Seward.

## Producción
En 2015, se planeó que Viola Davis protagonizara y produjera una película biográfica de Harriet Tubman, sin embargo, nunca se llegó a buen término. El desarrollo de una nueva película comenzó en mayo de 2016. En febrero de 2017, Cynthia Erivo fue elegida para interpretar a Tubman, con Seith Mann dirigiendo un guion de Gregory Allen Howard.
El desarrollo adicional de la película se anunció en septiembre de 2018, con Focus Features como nueva distribuidora, Kasi Lemmons como directora, y Leslie Odom Jr., Joe Alwyn, Jennifer Nettles y Clarke Peters, entre otros, se agregaron al reparto. En octubre, se anunció a Janelle Monáe entre varios nuevos actores para la película, cuya filmación comenzaría el 8 de octubre de 2018 en Virginia, y duraría hasta diciembre.
Harriet se filmó completamente en Virginia, en Richmond, Powhatan, Cumberland, Petersburg y Mathews. La plantación Berkeley en el Condado de Charles City se utilizó para Auburn, Nueva York.

## Estreno
Harriet tuvo su estreno mundial en el Festival Internacional de Cine de Toronto el 10 de septiembre. Se estrenó en los Estados Unidos el 1 de noviembre de 2019.

## Recepción

### Taquilla
En los Estados Unidos y Canadá, Harriet fue liberada junto a Terminator: Dark Fate, Arctic Dogs y Motherless Brooklyn, y se proyectaba que recaudaría entre 7 y 9 millones de dólares desde 2019 teatros en su primer fin de semana. La película recaudó $3.9 millones en su primer día, incluidos $600,000 de los avances de la noche del jueves. Pasó a un rendimiento ligeramente superior, debutando a $11.7 millones y terminando cuarto. La película ganó $7.4 millones en su segundo fin de semana, terminando sexto, y $4.6 millones en su tercero, terminando décimo. Al 15 de diciembre de 2019, la película ha recaudado $41.7 millones en la taquilla nacional.

### Crítica
En Rotten Tomatoes, la película tiene una calificación de aprobación del 74% basada en 198 reseñas, con una calificación promedio de 6.57/10. El consenso de los críticos del sitio web dice: «Harriet sirve como un homenaje sincero a una figura fundamental en la historia de los Estados Unidos, aunque se vea socavada por su enfoque frustrantemente formulado». Metacritic asignó a la película una puntuación promedio ponderada de 66 de 100, basada en 40 críticas, lo que indica «críticas generalmente favorables». Las audiencias encuestadas por CinemaScore le dieron a la película una calificación rara de «A +», mientras que las de PostTrak le dieron un promedio de 4.5 de 5 estrellas y un 69% de «recomendación definitiva».
Al revisar para The New York Observer, Rex Reed escribió: «Con suficiente terror para satisfacer al público moderno y suficiente movimiento de trama subestimado para salvarlo de la trayectoria biográfica convencional, Harriet tiene interés e invita al respeto. Todavía no es la gran epopeya de la Guerra Civil que podría lo ha sido, pero es lo suficientemente sólido como para funcionar, y la actuación valiente y comprometida de Cynthia Erivo es un logro maravilloso». Richard Roeper le dio a la película tres de cuatro estrellas en su crítica para el Chicago Sun-Times, aplaudiendo la actuación «convincente» y «poderosa» de Erivo, así como el enfoque de Lemmons sobre la historia. Él escribió: «La chispeante ficción histórica enmarca las desgarradoras misiones de rescate (Tubman) en un estilo veloz y rápido».
Algunos revisores fueron menos positivos. Eric Kohn de IndieWire le dio a la película una «B–», y escribió que «Harriet no intenta reinventar la película biográfica, sino que se apoya en un giro conmovedor por el talento de la pantalla emergente Cynthia Erivo como su pieza central conmovedora, en el magnífico telón de fondo de John Toll la cinematografía y la partitura eufórica de Terence Blanchard. Como tributo sentimental, apenas trasciende las expectativas, pero la actuación de Erivo inyecta una urgencia palpable al material que compensa el tiempo perdido». En Variety, Owen Gleiberman escribió, «Cynthia Erivo interpreta el la esclava escapada Harriet Tubman con una furiosa tristeza, pero el resto de la película biográfica de Kasi Lemmons es más obediente que inspirada».

## Reconocimiento
| Lista de reconocimientos                  | Lista de reconocimientos | Lista de reconocimientos                                  | Lista de reconocimientos           | Lista de reconocimientos |
| Premio de entrega / Festival de cine      | Año                      | Nominado/a                                                | Categoría                          | Resultado                |
| ----------------------------------------- | ------------------------ | --------------------------------------------------------- | ---------------------------------- | ------------------------ |
| AARP Movies for Grownups Awards           | 2020                     | Kasi Lemmons                                              | Mejor guion                        | Nominado                 |
| AARP Movies for Grownups Awards           | 2020                     | Harriet                                                   | Mejor cápsula del tiempo           | Ganadora                 |
| Premios Oscar                             | 2020                     | Cynthia Erivo                                             | Mejor Actriz                       | Nominada                 |
| Premios Oscar                             | 2020                     | «Stand Up» (por Joshuah Brian Campbell y Cynthia Erivo)   | Mejor canción original             | Nominados                |
| African-American Film Critics Association | 2019                     | Harriet                                                   | Top 10 Películas                   | Ganadora                 |
| Black Film Critics Circle Awards          | 2019                     | Harriet                                                   | Mejor Película                     | Nominada                 |
| Black Film Critics Circle Awards          | 2019                     | Kasi Lemmons                                              | Mejor Director                     | Ganador                  |
| Black Reel Awards                         | 2020                     | Cynthia Erivo                                             | Mejor Actriz                       | Nominada                 |
| Black Reel Awards                         | 2020                     | Janelle Monáe                                             | Mejor Actriz de reparto            | Nominada                 |
| Black Reel Awards                         | 2020                     | Kasi Lemmons                                              | Mejor Director                     | Nominado                 |
| Black Reel Awards                         | 2020                     | John Toll                                                 | Mejor Fotografía                   | Nominado                 |
| Black Reel Awards                         | 2020                     | Paul Tazewell                                             | Mejor diseño de vestuario          | Nominado                 |
| Black Reel Awards                         | 2020                     | Warren Alan Young                                         | Mejor diseño de producción         | Nominado                 |
| Casting Society of America                | 2020                     | Kim Coleman, Erica Arvold, Anne Chapman, Meghan Apostoles | Estudio o independiente – Drama    | Nominados                |
| Cinema for Peace                          | 2020                     | Harriet                                                   | Mejor película de 2020             | Nominada                 |
| Cinema for Peace                          | 2020                     | Harriet                                                   | Award for Woman’s Empowerment 2020 | Nominada                 |
| Santa Barbara International Film Festival | 2020                     | Cynthia Erivo                                             | Virtuoso Award                     | Ganadora                 |
| Satellite Awards                          | 2020                     | Cynthia Erivo                                             | Mejor Actriz de Drama              | Nominada                 |
| Satellite Awards                          | 2020                     | Terence Blanchard                                         | Mejor banda sonora                 | Nominado                 |
| Screen Actors Guild Awards                | 2020                     | Cynthia Erivo                                             | Mejor Actriz en papel principal    | Nominada                 |
| Society of Composers and Lyricists Awards | 2019                     | «Stand Up» (por Joshuah Brian Campbell y Cynthia Erivo)   | Mejor canción                      | Ganadores                |
| St. Louis Film Critics Association Awards | 2020                     | Cynthia Erivo                                             | Mejor Actriz                       | Nominada                 |
| Women Film Critics Circle Awards          | 2019                     | Cynthia Erivo                                             | Mejor Actriz                       | Ganadora                 |
| Women Film Critics Circle Awards          | 2019                     | Cynthia Erivo                                             | Mejor actriz en acción             | Ganadora                 |
| Women Film Critics Circle Awards          | 2019                     | Janelle Monáe                                             | Invisible Woman Award              | Ganadora                 |
| Women Film Critics Circle Awards          | 2019                     | Kasi Lemmons                                              | Mejor película por una mujer       | Ganadora                 |
| Women Film Critics Circle Awards          | 2019                     | Harriet                                                   | Josephine Baker Award              | Ganadora                 |
| Women Film Critics Circle Awards          | 2019                     | Harriet                                                   | Karen Morley Award                 | Ganadora                 |
| Women's Image Network Awards              | 2020                     | Cynthia Erivo                                             | Mejor Actriz                       | Nominada                 |
| Women's Image Network Awards              | 2020                     | Kasi Lemmons                                              | Mejor dirección                    | Nominada                 |